# Kalaburagi
Kalaburagi, do 2014 r. Gulbarga (język kannada ಗುಲ್ಬರ್ಗ) – miasto położone na północy indyjskiego stanu Karnataka, stolica dystryktu o tej samej nazwie. Liczy około 533 tys. mieszkańców. W przeszłości Gulbarga należała do państwa nizama Hydarabadu.

## Historia
Władcy dynastii Bahmanidów uczynili z Gulbargi swoją stolicę. Budowali pałace i meczety, a także stawiali mauzolea sufickim świętym. Gulbarga utraciła niepodległość na rzecz dynastii Adil Szachów z Bijapuru, a później została włączona do imperium Wielkich Mogołów.

## Zabytki
- Dargah Hazrat Gesu Nawaza (dostępny tylko dla mężczyzn)